# Toxorhina polycantha
Toxorhina polycantha är en tvåvingeart som beskrevs av Alexander 1940. Toxorhina polycantha ingår i släktet Toxorhina och familjen småharkrankar.
Artens utbredningsområde är Venezuela. Inga underarter finns listade i Catalogue of Life.